# William Patenson
Pour les articles homonymes, voir Patenson.
William Patenson, né à Durham et mort le 22 janvier 1591-2 à Tyburn, Londres en Angleterre, est un prêtre catholique anglais, accusé de trahison et exécuté sous le règne d'Elizabeth Ire. 

## Biographie
Probablement issu d'une famille restée fidèle à l'Église catholique il souhaite devenir prêtre. Ne pouvant étudier la théologie catholique en Angleterre il part secrètement pour le continent en 1583 et s'inscrit au dit collège anglais de Douai alors installé à Reims et dépendant de son université. Après son ordination en 1587 il retourne l'année suivante en Angleterre et vit dans la clandestinité se sachant recherché. Il est caché chez un dénommé Lawrence Mompesson à Clerkenwell lorsqu'il est finalement capturé en 1591. James Young, un autre prêtre caché comme lui, réussit à échapper à la capture. Emprisonné il est jugé par la Old Bailey. Reconnu coupable de trahison pour avoir été ordonné prêtre sur le continent il subit le supplice réservé aux traîtres à savoir pendaison, éviscération et écartèlement. Des témoins racontent qu'en prison il continuait son apostolat de prêtre catholique et convertit plusieurs co-détenus au catholicisme.

## Vénération
Reconnu comme un martyr catholique, William Patenson fut béatifié en 1929 par le pape Pie XI. Figurant dans la liste des martyrs de Douai il est vénéré par l'Église catholique le 22 janvier.